# 横山実郁
横山 実郁(よこやま みく、2001年11月24日 - )　は、日本のタレント。新潟のアイドルグループRYUTistの元メンバーで、愛称は「みくちゃん」「おみく」。新潟県長岡市出身。

## 略歴
- 2014年3月9日（みくの日）、柳都アーティストファームよりソロアイドルとしてデビュー。
- 2016年4月18日、RYUTistに新メンバーとして加入。
- 2024年12月1日、RYUTistが全員卒業・無期限活動休止となり、以降はタレントとしてソロ活動を行う。
- 2025年3月、FM新潟「SOUND SPLASH」3月度マンスリーパーソナリティーとして、本間紗理奈と共に一か月間番組に出演し、「みく殿」と呼ばれた。[1][2]
- 2025年4月2日、Youtubeチャンネル「佐久間宣行のNOBROCKTV」に出演した回の動画[3]が突如公開された。
- 2025年4月3日、RYUTist時代から引き継いで新潟ろうきんのイメージキャラクターに就任することが発表された。[4]
- 2025年4月29日、八千代コースター内の企画で考案したローソンとのコラボスイーツ「佐渡金山みたいなモンブラン」が商品化され、関東甲信越のローソンで期間限定販売された。[5]「スイーツプロジェクトマネージャー」として店頭での対面販売イベントも開催され、4月29日にローソン新潟駅南店で行われた手売り会での完売に続き、5月3日にNST本社ビルで行われた手売り会では用意された500個の商品が完売した。
- 2025年6月1日、ラジオ番組「スーパー・ササダンゴ・マシンのチェ・ジバラ」200回記念生放送に「中活躍タレント」としてゲスト出演し、MCのスーパー・ササダンゴ・マシンと特別企画「勝ち顔負け顔道選手権」でサトウ食品提供のお米を賭けて対決した。また、スーパー・ササダンゴ・マシンが翌週に控えた「DDTプロレス×新日本プロレス一面対抗戦」に集中するため、6月8日の第201回放送では代打MCを務めた。これを機に、その後も代打MCやゲストの形で複数回出演している。

## 人物
- デビューのきっかけは、通っていたエレクトーン教室で、RYUTist元メンバーの親から自身の母親伝いでRYUTistの妹分のオーディションに誘われた事による。アイドルになりたかったのでは無く「楽しそうだったから」。[6]偶然だが、紹介してくれた元メンバーと入れ替わる形でRYUTistに加入する事となった。[7]
- ラジオ番組「スーパー・ササダンゴ・マシンのチェ・ジバラ」で一回目の"代打MC"を務めた回（第201回）において、ソロデビューライブの際にはバスを貸し切り、親戚、近隣の人々、級友、さらには親の職場の人まで動員し、合計200人を集めたことが明かされた。
- 「チェ・ジバラ」二回目の代打MCを務めた回（第206回）では、高校時代から足かけ5年にわたり歯の矯正を行っていたことを語った。マウスピースによる歯全体の矯正に続き、歯の表側にワイヤー矯正をすることになったが、これは「マウスピースでは気になる歯のピンポイントの矯正は出来ない」「マウスピース矯正の後では裏側矯正はできない」とマウスピース完了後に医者から告げられたためであり、「最初に言ってほしかった」と振り返っている。その後、2025年7月8日に矯正を無事完了した。
- 怖い話が苦手。ところが「第2回 あきはこども夏まつり2025」に『横山実郁のこわ～い話』という枠でゲスト出演が決まってしまった[8]ため、「チェ・ジバラ」三回目の代打MCを務めた回（第210回）では事前に視聴者から「横山実郁に朗読して欲しい、怖い話」を募集した。しかし番組中、応募されたメッセージの内容が怖すぎて朗読を断念するという事態に陥り、読んでいた話の顛末が語られず視聴者をヤキモキさせることとなった。
- 日本三大花火大会のひとつである長岡花火は毎年親戚総出で見に行っている。2024年には、長岡花火のドキュメンタリー映画『長岡大花火　打ち上げ、開始でございます』の日替わりゲストの一人として登壇したこともある[9]など、地元の仕事を大切にしており、「地元長岡のことを誇りに思う」とたびたび語っている。

## 出演

### テレビ番組
- BSN新潟放送「土曜ランチTV なじラテ。」（不定期出演）
- BSN新潟放送「市報にいがたdeなじラテ」（不定期出演）
- NST新潟総合テレビ 「八千代コースター」（不定期出演）
- TeNY「新潟一番サンデープラス」（不定期出演）
- フジテレビ「ミュージックジェネレーション」（2024年9月12日)
- NST「上所駅開業記念特別番組　駅がつなぐ 街・人・未来」リポーター（2025年3月22日）[10]
- 西興部村開村100周年記念番組「西興部みりょく発掘！」（2025年7月）[11]

### ラジオ番組
- SOUND SPLASH (2025年3月度 月曜マンスリーゲスト)
- スーパー・ササダンゴ・マシンのチェ・ジバラ（2025年5月25日電話出演[12]、6月1日生放送出演[13]、6月8日・7月13日・8月17日代打MC、8月10日ゲスト出演）

### Webコンテンツ
- 安田瓦共同組合チャンネル「伝統の安田瓦～粘土から焼き瓦ができるまで～」声優・歌 (2023年6月1日)
- The Creators #7 横山 実郁(2024年4月1日)
- 酒どころ長岡　日本酒で乾杯♪(2024年6月)
- 髪は短し恋せよ乙女｜横山実郁｜#1 ～ #22 (2024年9月～11月)
- 佐久間宣行のNOBROCKTV（2025年4月2日)

### CM
- ケイバッカ（川内自動車グループ）

### 雑誌
- 新潟ろうきん夢咲Club通信vol.72（2025.春号）表紙、Special Interview[14]
- 月刊にいがた（2025年8月号）ソフトクリーム特集、表紙写真モデル[15]

### デジタルサイネージ
- エンジョイ酪農(2025年　新潟県酪農業協同組合連合会)[16]